# 圣奥诺雷 (伊泽尔省)
圣奥诺雷（法語：Saint-Honoré，法語發音：[sɛ̃.t‿ɔnɔʁe] ⓘ）是法国伊泽尔省的一个市镇，位于该省南部，属于格勒诺布尔区。

## 地理
圣奥诺雷（44°57'16"N, 5°48'24"E）面积14.58 平方千米，位于法国奥弗涅-罗讷-阿尔卑斯大区伊泽尔省，该省份为法国东南部内陆省份，北起顺时针与安省、萨瓦省、上阿尔卑斯省、德龙省、阿尔代什省、卢瓦尔省和罗讷省。
与圣奥诺雷接壤的市镇（或旧市镇、城区）包括：拉瓦莱特、维拉尔-圣克里斯托夫、拉瓦尔当斯、拉米尔、南特昂拉捷、皮埃尔沙泰勒。

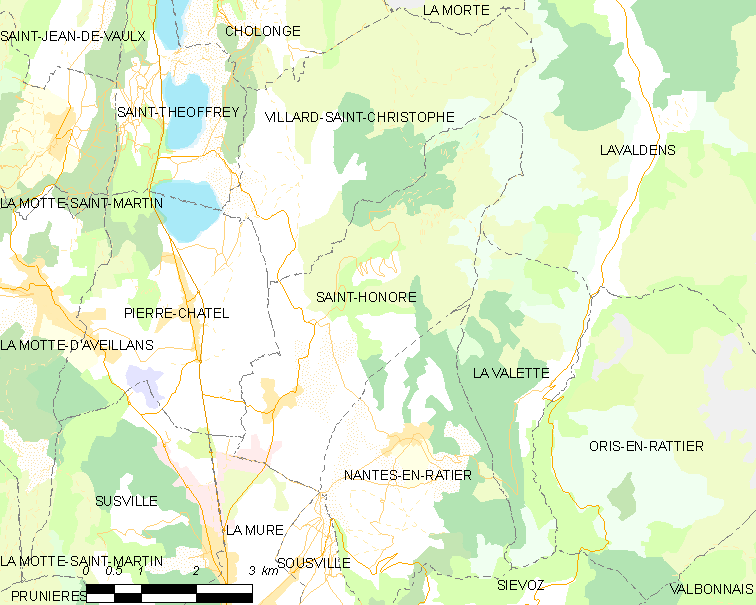
的OSM定位图

圣奥诺雷的时区为UTC+01:00、UTC+02:00（夏令时）。

## 行政
圣奥诺雷的邮政编码为38350，INSEE市镇编码为38396。

## 政治
圣奥诺雷所属的省级选区为马泰西讷-特列沃县。

## 人口

1962-2008年间人口变化图示

圣奥诺雷于2022年1月1日时的人口数量为819人。